# 泰涅克

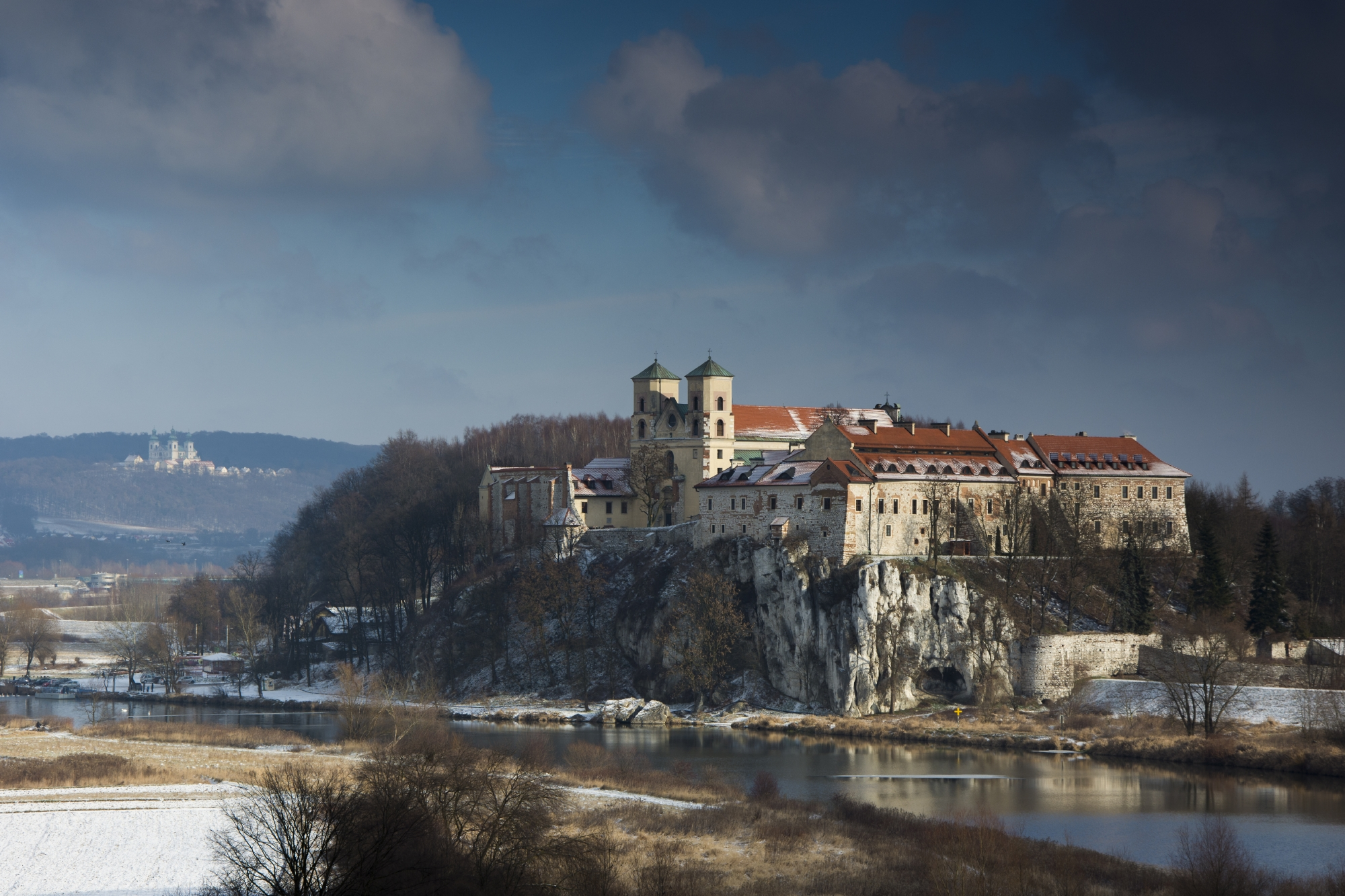
泰涅克的本笃会修道院

泰涅克（波蘭語：Tyniec）是波蘭的一個歷史村莊，位於維斯瓦河河畔。自1973年開始，泰涅克是克拉科夫的一部分。泰涅克以其的歷史建築而著稱，其中最為知名的是本笃会修道院。村莊的名稱來自於凱爾特語的「圍牆」一詞「tyn」，顯示這裡自前斯拉夫時代就有人生活。

## 外部連結
- Benedictine Abbey in Tyniec

50°00′39″N 19°49′13″E / 50.01083°N 19.82028°E